# Lench Mob Records
Lench Mob Records é uma gravadora independente de propriedade do rapper e ator de Los Angeles Ice Cube. Originalmente fundada sob seu antigo nome Street Knowledge Records, já foi a casa de vários dos antigos aliados de Ice Cube, como DJ Pooh, Chilly Chill, Del tha Funkee Homosapien, Kam, a rapper Yo-Yo e o grupo Da Lench Mob. O selo, criado em 1994, permaneceu dormente por um longo período até uma recente ressurreição em 2006 com o lançamento do álbum de Ice Cube Laugh Now, Cry Later. Lench Mob Records também distribui Bigg Swang Records, lar do rapper WC, DJ Crazy Toones, Young Maylay e Tha Trapp. Hallway Productionz tem produzido múltiplas faixas para os dois principais artistas da gravadora nos últimos anos.

## Lançamentos
| Artista             | Título                                    | Ano de lançamento |
| ------------------- | ----------------------------------------- | ----------------- |
| K-Dee               | Ass, Gas, or Cash (No One Rides for Free) | 1994              |
| Kausion             | South Central Los Skanless                | 1995              |
| Westside Connection | Bow Down                                  | 1996              |
| Ice Cube            | Laugh Now, Cry Later                      | 2006              |
| WC                  | Guilty by Affiliation                     | 2007              |
| Ice Cube            | Raw Footage                               | 2008              |
| Ice Cube            | I Am The West                             | 2010              |
| WC                  | Revenge of the Barracuda                  | 2011              |

## Lista atual de artista
| Artista             | Assinado em | Álbuns lançados sob Lench Mob | Informação adicional |
| ------------------- | ----------- | ----------------------------- | --- |
| Ice Cube            | 1994        | 3                             | Fundador do selo e primeiro grande artista. |
| Westside Connection | 1995        | 1                             | O duo de rap de Ice Cube e WC |
| WC                  | 2006        | 2                             | Segundo grande artista. Afiliado com Ice Cube desde 1990. WC também fundou Bigg Swang Records, uma divisão da Lench Mob Records.                                 |
| DJ Crazy Toones     | 2006        | nenhum                        | Assinado por WC, DJ Crazy Toones é o DJ oficial em concertos de Ice Cube e WC e um dos três produtores na gravadora.                                             |
| Hallway Productionz | 2005        | nenhum                        | Dupla de produção da gravadora. |
| Tha Trapp           | 2007        | nenhum                        | Novo duo de West Coast rap assinado por WC. |
| Young Maylay        | 2008        | nenhum                        | Após a colaboração com Crazy Toones e WC em The Real Coast Guard, Young Maylay foi convidado para ingressar no selo.                                             |
| Doughboy            | 2008        | nenhum                        | Artista em ascensão. É também o filho mais velho de Ice Cube. Primeiro colaborou com Ice Cube no álbum "Raw Footage" e também apareceu no álbum "I Am the West". |
| OMG                 | 2008        | nenhum                        | Artista em ascensão. É também filho de Ice Cube. Colaborou com Ice Cube em seu álbum "I am The West".                                                            |

## Antigos artistas
- DJ Pooh
- Chilly Chill
- Kausion
- Kam
- Yo-Yo
- Del tha Funkee Homosapien
- Sir Jinx
- Mack 10
- Maulkie
- Shorty
- J Dee
- T-Bone
- K-Dee
- Dazzie Dee
- Renegadde
- Da Lench Mob